# سبدنشین چهچه‌زن
سبدنشین چهچه‌زن، سبدنشین چکچک‌کن یا سبدنشین پچ‌پچ‌کن (نام علمی: Cisticola anonymus) نام یک گونه از سرده سبدنشین است.